# Urszula Kosior-Korzecka
Urszula Kosior-Korzecka – polska biotechnolożka, prorektor Uniwersytetu Przyrodniczego w Lublinie.

## Życiorys
Absolwentka studiów biotechnologicznych na Wydziale Biologii i Nauk o Ziemi Uniwersytetu Marii Curie-Skłodowskiej w Lublinie (1996). W 2001 otrzymała tamże doktorat z nauk biologicznych na podstawie pracy Endokrynalne uwarunkowania prowokowanej wielokrotnej owulacji u owiec (promotor – Ryszard Bobowiec). W 2009 habilitowała się na Uniwersytecie Przyrodniczym w Lublinie w dyscyplinie nauk weterynaryjnych, specjalność fizjologia, patofizjologia, przedstawiając dzieło Zmiany hormonalne oraz ekspresja mRNA receptorów leptynowych w komórkach przysadki owiec z indukowanymi ACTH torbielami jajnikowymi.
Jej zainteresowania naukowe obejmują takie tematy jak: etiopatogeneza zaburzeń i chorób endokrynnych układu rozrodczego u przeżuwaczy, patomechanizmy i terapie przyczynowe chorób nowotworowych u zwierząt. Odbyła staże naukowe w INRA w Jouy-en-Josas oraz na Wydziale Medycyny Weterynaryjnej Uniwersytetu w Pizie. 
1 czerwca 1996 rozpoczęła pracę na Wydziale Medycyny Weterynaryjnej Akademii Rolniczej (obecnie Uniwersytetu Przyrodniczego) w Lublinie. 1 sierpnia 2019 została kierowniczką Zakładu Patofizjologii (Katedry Przedklinicznych Nauk Weterynaryjnych), Wydział Medycyny Weterynaryjnej UP w Lublinie. Prorektor ds. studenckich i dydaktyki w kadencji 2020–2024.
Członkini Lubelskiej Komisji Etycznej ds. Doświadczeń na Zwierzętach (od 2010), Polskiego Towarzystwa Nauk Weterynaryjnych i Towarzystwa Biologii Rozrodu. Od 2005 sekretarz w Lubelskim Oddziale Polskiego Towarzystwa Fizjologicznego.

## Odznaczenia i wyróżnienia
- Srebrny Medal „Zasłużony dla Nauki Polskiej Sapientia et Veritas” (2023)[5]